# Philippe Dubois

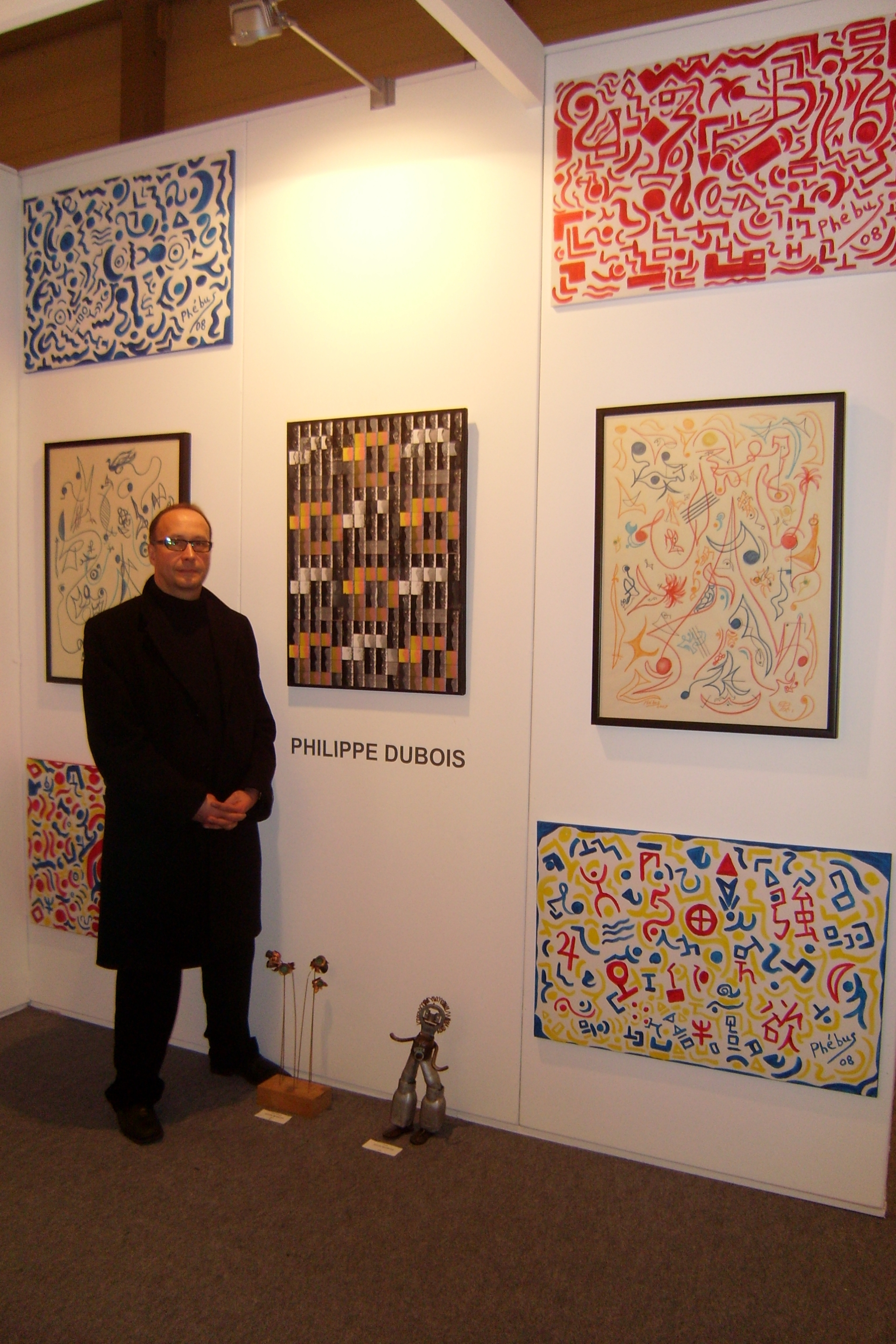
Philippe Dubois, Lineart 2008

Philippe Dubois (Lobbes, 4 de novembro de 1958) é um pintor belga que assina as suas obras com o pseudônimo "Phébus".

## Biografia
Ele começou a pintar aos 30 anos e em outubro de 1989 expôs as suas primeiras pinturas figurativas no Salão Nacional Belga da SNCB, onde obteve o primeiro prémio do público com uma pintura marítima representando um veleiro. 
Durante alguns anos Philippe Dubois estudou pintura e desenho em Thudinie com o pintor Ben Genaux ( Leers-et-Fosteau) e pintura surrealista com o pintor Georges Dubuisson (La Buissière, entité de Merbes-le-Château). De 1989 a 1990, ele fez numerosas viagens a Amesterdão a fim de estudar as obras de Vincent van Gogh e realiza numerosas copias deste grande mestre holandês. 
A pintura de Philippe Dubois evolui para a arte abstrata e é em dezembro de 1998 que expõe pela primeira vez as suas pinturas abstratas no museu de La Porte de Tubize (Bélgica).
Depois de ter vivido durante 35 anos na pequena aldeia de Fontaine-Valmont (Hainaut), Philippe Dubois vive e trabalha em Bruxelas.

## Exposições individuais
- 1988 - Galeria "La Cascade", Fontaine-Valmont, Bélgica
- 1990 - Exposição Van Gogh, Salle communale, Erquelinnes, Bélgica [2] Artigo do jornal La Dernière Heure/Les Sports
- 1998 - Museu "de la Porte", Tubize, Bélgica, - * Artigo do jornal La Dernière Heure/Les Sports [3] [4] [5] [6]
- 2000 - Art Gallery Alphonse D'Heye, Knokke, Bélgica [7]
- 2002 - Hotel Excelsior, Lovran, Croácia [8]
- 2009 - RoshAmani asbl, Namur, Bélgica [8]
- 2010 - La Perche asbl, Bruxelas, Bélgica [8]
- 2010 - Le Prince Baudouin, Namur, Bélgica [8]

## Exposições colectivas
- 1989 - Salão Nacional Belga da SNCB, Bruxelas, Bélgica, [9] [10]
- 1992 - Exposição "Ici Wallonie", Mont-Sainte-Geneviève, Bélgica
- 1993 - Exposição "Le chevalet de la Sambre", La Buissière, Bélgica [11]
- 2007 - Exposição "Selection XXI", Bruxelas, Bélgica,  [12]
- 2008 - Exposição "Lineart", Gand, Bélgica, [ligação inativa] [8]
- 2009 - Galeria Gaudi, Madrid, Espanha [8]
- 2009 - Exposição "WOI.vol2", Galeria APW, New York, USA,
- 2009 - Projecto Landfillart, Wilkes-Barre, Pennsylvanie, USA, [8]
- 2009 - LES GRANDS MAITRES DE DEMAIN, Carrousel du Louvre, Paris, França [13] [14] [8]
- 2010 - Exposição "Amazonia", Pont-à-Celles, Bélgica, ,  [15] [16]
- 2010 - Brenart Art Gallery, Bruxelas, Bélgica [8] [8]
- 2011 - Hotel Conrad (Aspria center) com Virginie Venticinque, Bruxelas, Bélgica, , Together Magazine [17]
- 2011 - LA ROUTE DU RHUM, Flenu, Bélgica,  [8]
- 2019 - DES RIRES ET DES LARMES, Lessines, Bélgica,  https://www.facebook.com/Lessinoise/photos/pcb.786232291830605/786229405164227/
- 2021 - PAPERS, Bruxelas, Bélgica, http://www.papers.brussels/

## Preço e recompensas
- 1989 - Primeiro prémio do público (Salão Nacional Belga da SNCB), Bruxelas, Bélgica [18]
- 2009 - Primeiro Preço de l' exposição internacional "World Of Imagination Vol.2", Galeria APW, New York, USA, ,